# Луковиця (Чагорська сільська громада)
Лу́ковиця — село в Україні, у Чагорській сільській громаді Чернівецького району (до 2020 р. у Глибоцькому районі) Чернівецької області.

## Географія
Розташоване на річці Кордуні — притоці Пруту за 21 кілометр від районного центру, за 10 кілометрів від залізничної станції Чернівці-Південна. Колишній сільраді було підпорядковане с. Кут.

## Історія
Вперше село згадується в грамоті 1488 року.

## Населення
Національний склад населення за даними перепису 1930 року у Румунії:
| Національність | Кількість осіб | Відсоток |
| -------------- | -------------- | -------- |
| українці       | 963            | 66,74 %  |
| росіяни        | 278            | 19,27 %  |
| румуни         | 163            | 11,30 %  |
| євреї          | 26             | 1,80 %   |
| німці          | 7              | 0,49 %   |
| чехи, словаки  | 4              | 0,28 %   |
| поляки         | 2              | 0,14 %   |

Мовний склад населення за даними перепису 1930 року:
| Мова              | Кількість осіб | Відсоток |
| ----------------- | -------------- | -------- |
| українська        | 1327           | 91,96 %  |
| румунська         | 72             | 4,99 %   |
| їдиш              | 26             | 1,80 %   |
| німецька          | 7              | 0,49 %   |
| російська         | 4              | 0,28 %   |
| чеська, словацька | 4              | 0,28 %   |
| польська          | 3              | 0,21 %   |

## Пам'ятки

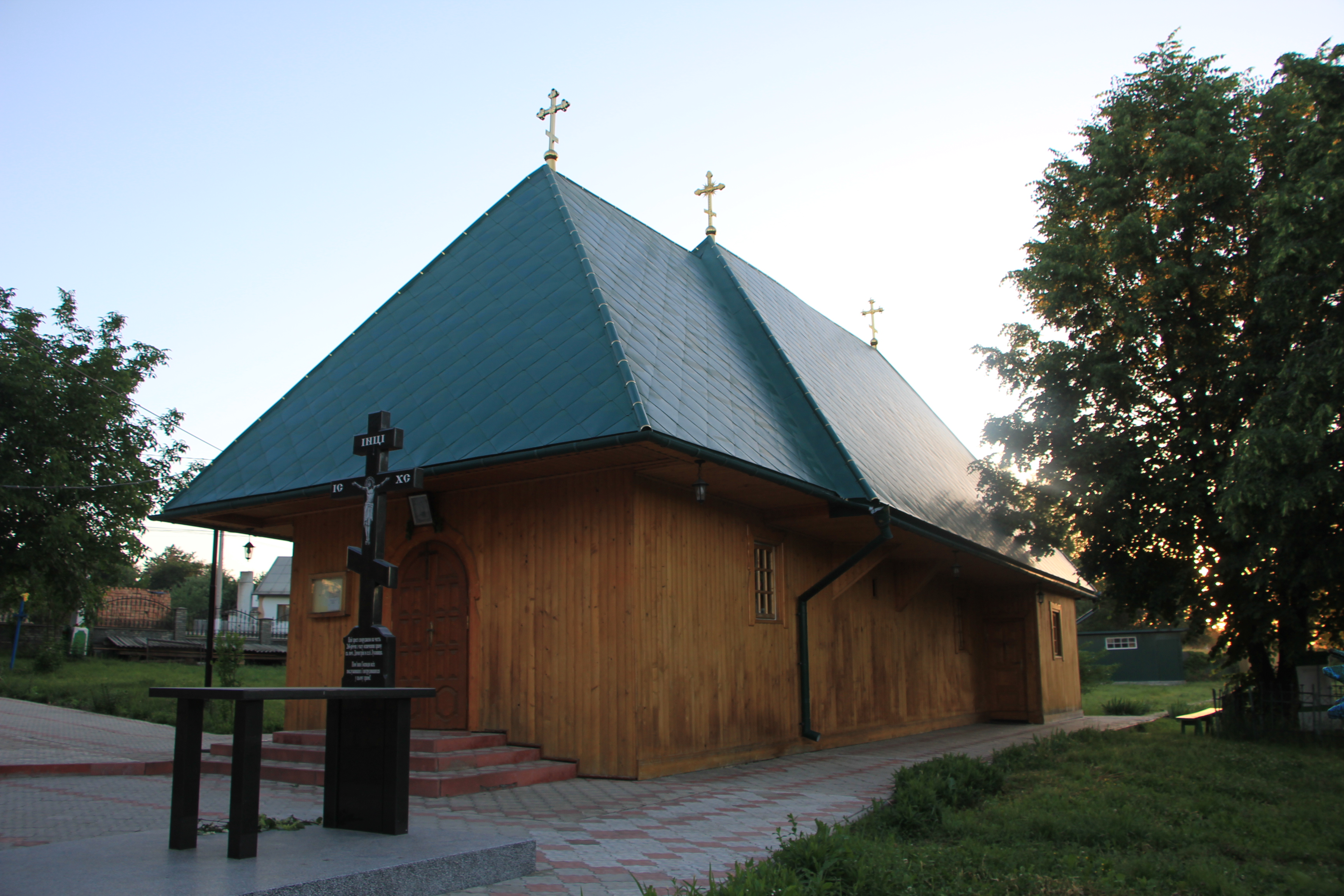
Дерев'яна церква св. великомученика Димитрія

У селі зберігається архітектурна пам'ятка ХУІІІ століття — Церква на честь святого великомученика Димитрія (дер.).

## Відомі люди
В Луковиці тривалий час учителював відомий український письменник Д. Я. Макогон. Тут пройшли дитячі роки його дочки — української радянської письменниці Ірини Вільде. В 1953 році вийшла збірка її творів «Нова Луковиця».
- Сафрюк Віктор Васильович — Воїн-інтернаціоналіст, снайпер-стрілець. Кавалер ордена Червоної Зірки. Народився 07.02.1965 р., у с. Луковиця Глибоцького району. Закінчив Чернівецьке ПТУ № 4. Служив в Афганістані у військовій частині 51884. Загинув 17.08.1984 р. у районі кишлаку Бульгуні, провінція Парван. Нагороджений орденом Червоної Зірки (посмертно). Похований у с. Луковиця.
- Пислар Олександр Олександрович — старший сержант Збройних сил України, розвідник, повний кавалер ордена «За мужність».